# Aerovia

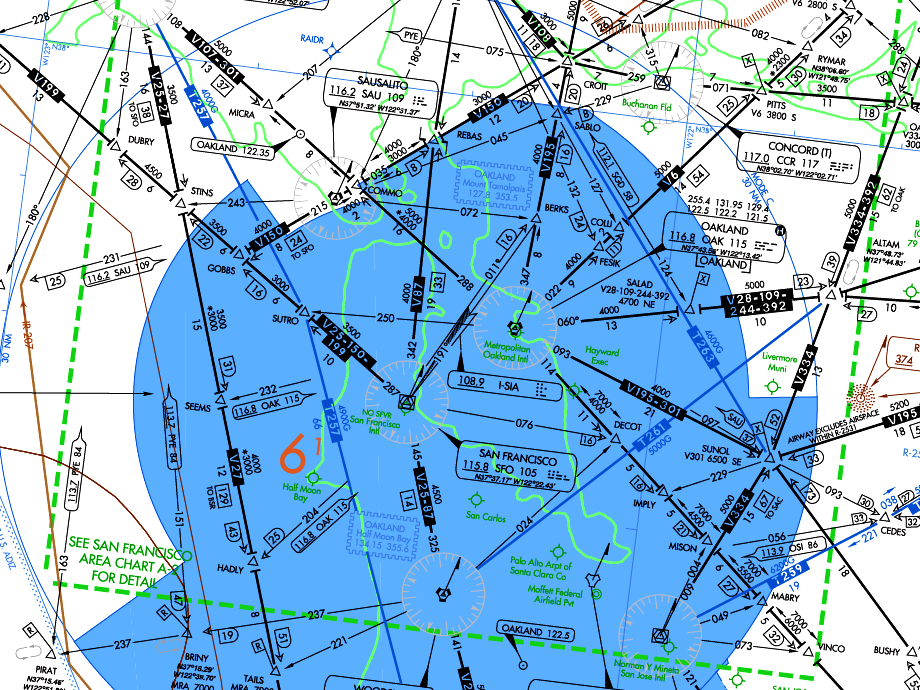
Le aerovie presenti all'interno dell'area di controllo di Oakland

L'aerovia (in lingua inglese airway abbreviato in AWY) è un corridoio aereo posizionato all'interno di un'area di controllo o comunque facente parte di essa, identificato da rilevamenti forniti da apposite radioassistenze che permettono agli aeromobili di volare secondo le regole del volo strumentale lungo percorsi predefiniti e controllati.

L'aerovia è un tipo particolare di rotta ATS.

## Caratteristiche
La quota inferiore di un'aerovia, o di alcuni segmenti di essa, è studiata in funzione degli ostacoli orografici presenti al di sotto, degli spazi aerei circostanti e di eventuali limitazioni tecniche delle radioassistenze utilizzate. Questa quota prende il nome, a seconda del regolaggio altimetrico previsto per il tratto di rotta, di Minimum Enroute Altitude (MEA) o di Minimum Enroute Level (MEL). Essa non può essere inferiore ai 700 ft e comunque sufficientemente alta per consentire, al di sotto, il volo di traffico non controllato che opera secondo le regole del volo a vista.
La larghezza dell'aerovia lungo i vari tratti è studiata per garantire la necessaria area di protezione agli aeromobili che volano lungo la rotta. Tale area di protezione è costituita da due corridoi posizionati a destra e a sinistra della rotta nominale dell'aerovia ed è calcolata considerando la tipologia della radioassistenza utilizzata, la sua distanza e il conseguente degrado del segnale elettromagnetico ricevuto.
Lungo l'aerovia sono posizionati alcuni punti significativi (fix) in prossimità dei quali può avvenire:
- il passaggio dalla frequenza di una radioassistenza fino ad allora utilizzata a quella di un altro radio aiuto alla navigazione (i cosiddetti changeover points);
- il cambio di allineamento della rotta;
- il passaggio di giurisdizione del volo da un Ente di controllo a un altro;
- l'applicazione di specifiche procedure di controllo;
- il passaggio da una minima quota di sicurezza a un'altra.

Tali punti sono comunemente chiamati punti di riporto poiché il loro sorvolo deve essere comunicato (riportato) al competente Ente di controllo del traffico aereo.
I punti significativi sono posizionati:
- in corrispondenza di una radioassistenza;
- a una specifica distanza da una radioassistenza;
- all'intersezione di due o più specifiche radiali di differenti radioassistenze;
- in corrispondenza di definite coordinate geografiche (in tal caso il fix prende il nome di way-point).

## Servizi ATS forniti
All'interno delle aerovie è fornito il servizio di controllo del traffico aereo, solitamente erogato da un centro di controllo d'area che provvede anche all'applicazione delle procedure di separazione ATC tra gli aeromobili; in particolari casi la responsabilità di erogare tale servizio può essere assegnata a un centro di controllo di avvicinamento.
Nel caso in cui traffico aereo operativo, cioè condotto secondo regole diverse da quelle standard fissate dell'ICAO, debba interessare le aerovie o volare all'interno di esse, questo viene gestito direttamente da appositi Enti militari oppure controllato dagli stessi Enti civili aventi giurisdizione sulle aerovie interessate. Le procedure applicate in tale caso differiscono a seconda degli Stati di giurisdizione e comunque presuppongono uno stretto coordinamento tra i diversi Enti civili e militari interessati.
Per quanto riguarda la classificazione dello spazio aereo le aerovie, alcuni tratti o alcune loro fasce di livelli, possono essere classificate "A", "B", "C", "D" o "E" a seconda di quanto stabilito dal competente organismo tecnico nazionalmente competente per le singole aerovie.
Ad esempio in Italia le aerovie, quando scorrono all'interno di un'area di controllo o quando sono geograficamente ubicate all'interno di una zona di controllo, ne assumono la classificazione mentre in tutti gli altri casi:
- dal MEL al livello di volo 115 sono classificate "E";
- dal livello di volo 115 al livello di volo 195 sono classificate "D";
- dal livello di volo 195 al livello di volo 660 sono classificate "C".

## Nomenclatura
Secondo le convenzioni ICAO, ogni aerovia è identificata da un codice definito come segue:
- un prefisso (solo se necessario) costituito dalla lettera "U" per aerovie poste negli spazi aerei superiori, "K" per le rotte ad uso esclusivo degli elicotteri e "S" per le rotte dedicate alle attività supersoniche;
- una lettera scelta tra "A" "B" "G" "R" "L" "M" "N" "P" "H" "J" "V" "W" "Q" "T" "Y" "Z";
- un numero scelto tra 1 e 999.

Quando due o più aerovie hanno un tratto in comune, questo è identificato con tutti i codici delle aerovie interessate dal segmento, a meno che ciò non costituisca un intralcio per la fornitura dei servizi di controllo; in tale caso deve essere definito un codice univoco per il tratto di rotta.

## Specifiche costitutive
Le aerovie, così come tutte le rotte ATS, sono progettate secondo standard ben definiti dall'ICAO. tenendo in debita considerazione le esigenze dell'utenza. L'appropriata autorità nazionale dovrà provvedere a popolare il sistema aeroviario attraverso fasi successive:
1. Stabilire una rete principale di aerovie per incanalare i maggiori flussi di traffico.
2. Predisporre una rete secondaria di aerovie per consentire al traffico proveniente da varie località di incanalarsi nella rete principale.
3. Predisporre una rete supplementare di aerovie per alleggerire il traffico della rete principale.
4. Predisporre una serie di rotte per agevolare determinate specifiche categorie di traffico (es. elicotteri, traffico militare, voli locali).
5. Revisionare continuamente la rete di aerovie modificandola in funzione delle mutate esigenze dell'utenza.

In particolare il sistema di aerovie dovrebbe essere progettato in maniera tale da consentire al traffico di raggiungere il livello di crociera senza ritardo e di mantenerlo il più al lungo possibile senza la necessità di continui cambi di quota.